# Guanaco
Guanaco (Lama guanicoe) este un animal cameloid care provine din America de Sud. El are înălțimea la greabăn între 107 și 122 de cm, și o greutate de circa 90 kg. Culoarea pe partea dorsală a corpului este brună, iar pe cea ventrală albă cenușie. El a fost domesticit ca și lama și alpaca, însă mai trăiește sub forma sălbatică. Arealul lui de răspândire este în special regiunile de vest și sud ale Americii de Sud.
În 2011 se estima că există între 400.000 și 600.000 de indivizi.